# Teatr Opery i Baletu w Odessie
Teatr Opery i Baletu (ukr. Одеський національний академічний театр опери та балету, Odeśkyj nacionalnyj akademicznyj teatr opery ta bałetu) - najstarszy teatr Odessy mieszczący się przy ul. Czajkowskiego (Czajkiwśkoho). Obok schodów potiomkinowskich najbardziej rozpoznawalny budynek miasta. Pierwszy gmach teatru został zbudowany już w 1810 roku przez petersburskiego architekta Thomasa de Thomona, jednak spłonął w pożarze 1873 roku. Nowy budynek zaprojektowali wiedeńscy twórcy Ferdinand Fellner i Hermann Helmer w stylu neobaroku. Budową kierował m.in. polski architekt działający w Odessie Feliks Gąsiorowski.. Został otwarty w 1887 roku, jego budowa pochłonęła 1,3 mln rubli. Był pierwszym budynkiem w Odessie, w którym zastosowano iluminację, zamówioną w amerykańskiej Edison Illuminating Company. W 1925 roku znów nastąpił pożar budynku. W II wojnie światowej gmach ucierpiał niewiele; Niemcy wycofując się z miasta w 1944 zaminowali budynek w celu jego wysadzenia, ale instalacje te uszkodził stróż teatralny, Polak Wiśniewski, uniemożliwiając zniszczenie gmachu. Po renowacji oddano go do użytku w 1960 roku. 

## Architektura
Operę zdobi fasada w stylu baroku włoskiego. W niszach znajdują się popiersia Michaiła Glinki, Nikołaja Gogola i Aleksandra Puszkina. Główny korytarz został udekorowany w stylu Ludwika XVI. 
Architekci zastosowali 24 wyjścia z budynku, by zmniejszyć zagrożenie skutkami ewentualnego pożaru.